# Gaspard I de Coligny
Gaspard I. de Coligny, seigneur de Châtillon (ur. 1465/70 w Châtillon-sur-Loing, zm. 24 sierpnia 1522 w Dax, Gaskonia) – Marszałek Francji; walczył po stronie francuskich królów Karola VIII, Ludwika XII i Franciszka I w wojnach włoskich między innymi przeciwko cesarzowi Karolowi V.

## Życiorys
Gaspard de Coligny był w armii Karola VIII w czasie, gdy podjął on w 1494 kampanię wojenną do Włoch mającą na celu zdobycie Królestwo Neapolu. Już rok później, w czerwcu 1495 – pomimo porażki Francuzów – odznaczył się w bitwie pod Fornovo. W 1509 walczył w bitwie pod Agnadello, w której Ludwik XII odniósł zwycięstwo nad armią Republiki Weneckiej.
Podczas bitwy pod Marignano koordynował operacje Francuzów i Wenecjan i przyczynił się znacznie do zwycięstwa Franciszka I nad Mediolanem. Za te zasługi został mianowany 5 grudnia 1516 w Amboise przez króla Marszałkiem Francji i gubernatorem Szampanii i Pikardii.
W grudniu 1519 zastąpił zmarłego marszałka Giana Giacoma Trivulzia jako członka Zakonu św. Michała. W 1520 brał udział w dojściu do francusko-angielskiej koalicji pomiędzy Franciszkiem I a Henrykiem VIII. Gaspard I towarzyszył francuskiemu królowi przy spotkaniu obydwu monarchów koło Calais na Polu Złotogłowia (ang.: Field of the Cloth of Gold). Potem odbył swoją służbę w Szampanii i Pikardii.
Odesłany został jako komendant wojsk do baskijskiego Hondarribia (franc.: Fontarabie), zmarł w sierpniu 1522 w drodze w Dax wskutek choroby i został pochowany w katedrze swojego zamku w Châtillon-sur-Loing.

## Rodzina
Gaspard de Coligny pochodził z rodu Coligny. Urodził się jako drugi syn Jeana III de Coligny i jego żony Eléonore de Courcelles.
1 grudnia 1514 ożenił się w Paryżu z Marie Louise de Montmorency, starszą siostrą Anne de Montmorency.
Z tego małżeństwa pochodzi czterech synów:
- Pierre (ur. 1515, zm. 1534),
- Odet (ur. 1517, zm. 1571), przywódca hugenotów,
- Gaspard II (ur. 1519, zm. 1572), francuski admirał,
- François (ur. 1521, zm. 1569), generał pułkownik francuskiej piechoty.